# Rochdale
Rochdale es una ciudad situada en el Gran Mánchester (Noroeste de Inglaterra) con una población de 95.796 habitantes y atravesada por el río Roch.
La ciudad es conocida por ser el lugar de nacimiento del movimiento cooperativo.